# Klemzig, Nam Úc
Klemzig (-34.874665°B 138.635445°Đ / 34,874665°N 138,635445°Đ Tọa độ: vĩ độ < 0 có chữ bán cầu
{{#coordinates:}}: vĩ độ không hợp lệ) là một vùng ngoại ô của Thành phố Port Adelaide Enfield ở miền tây bắc thành phố Adelaide, thủ đô tiểu bang Nam Úc, nước Úc. Mã bưu điện của ngoại ô là 5087. Dân số khu vực này là 6016 người, diện tích 2,5 km2. Đây là khu vực định cư đầu tiên của người Đức nhập cư vào Úc trong thế kỷ 19 và nó đã được đặt tên theo một ngôi làng ở Silesia.